# Per Frostin

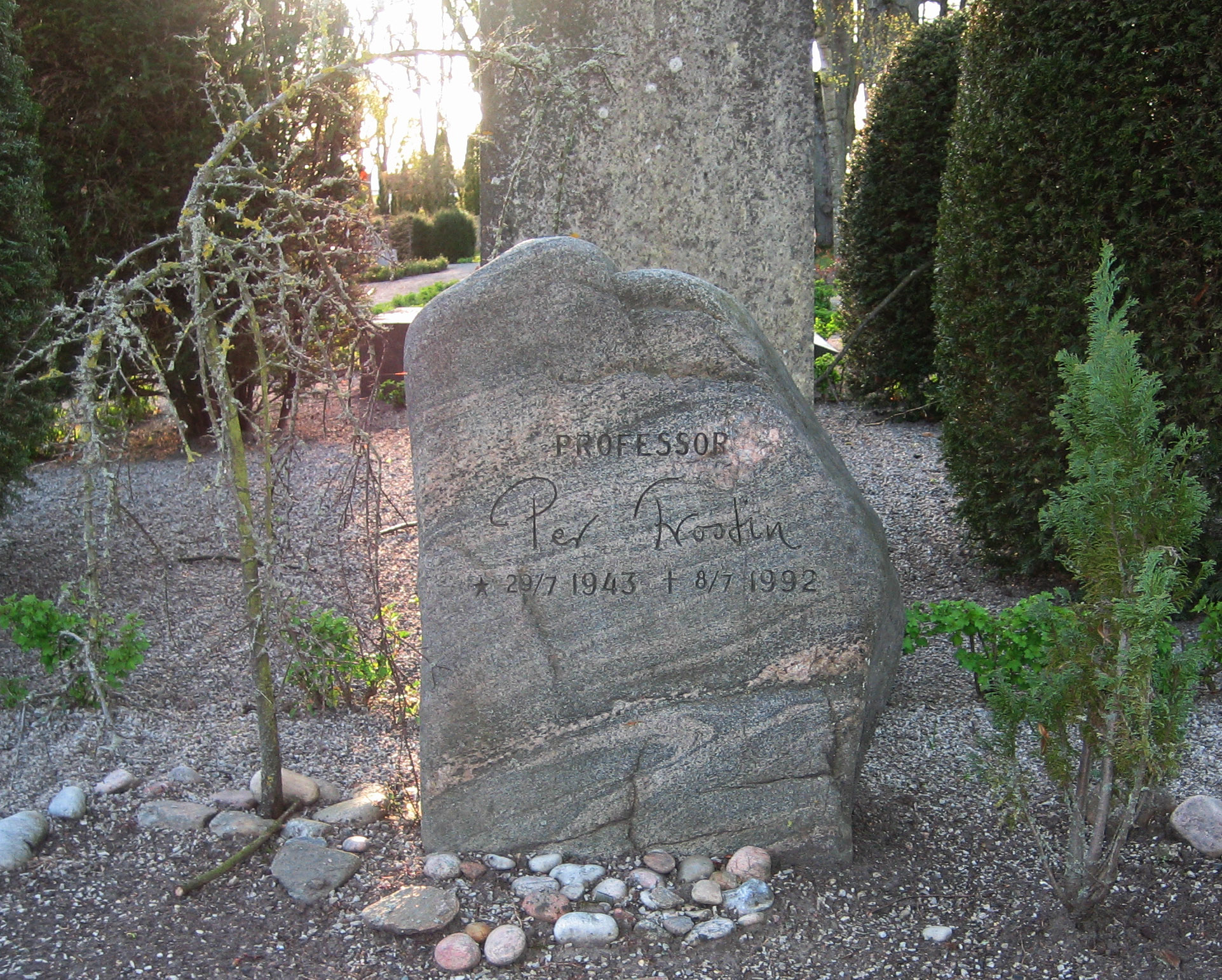
Per Frostins grav på Norra kyrkogården i Lund

Per Frostin, född den 29 juli 1943, död den 8 juli 1992, var en svensk professor i systematisk teologi vid Lunds universitet. Han var son till kyrkoherden Ernst Frostin och författaren Greta Frostin.

## Biografi
Frostin var som ung teolog influerad av sextiotalets demokratiseringsvåg med rötter i Andra Vatikankonciliet (1962–1965) och den därefter livaktiga latinamerikanska befrielseteologin. I den sattes tilltron till hela folkets deltagande i en förändringsprocess som kunde ge befrielse och utveckling. Bibeln sattes i centrum och allas rätt att tolka den i ljuset av sina erfarenheter. 
Frostin var engagerad i Kyrkornas Världsråds fjärde generalförsamling 1968 i Uppsala. Under generalförsamlingen var han tillsammans med sedermera biskopen Martin Lind huvudredaktör för en kritisk ungdomstidning, Hot News, som utgavs dagligen under generalförsamlingen av en internationell och ekumenisk redaktion av unga intellektuella.
Frostin blev ett akademiskt löfte genom sin doktorsavhandling om Rudolf Bultmann, Politik och hermeneutik. Han blev en av de stora teologiska medvetandegörarna av hermeneutiken och av tolkningens betydelse. Särskilt de politiska förförståelserna var före Frostins tid föga uppmärksammade inom den teologiska disciplinen.
Frostin blev riksordförande för Kristna Studentrörelsen i Sverige (KRISS) 1972–1974. Under sent 70-tal och tidigt 80-tal tjänstgjorde Per Frostin vid Makumira teologiska institut i Tanzania. Erfarenheten blev livsavgörande och resulterade i ett livslångt studium av den afrikanska befrielseteologin och dess motsvarigheter.  
Han var professor i systematisk teologi vid Lunds universitet och inspirerade till grundandet av Institutet för kontextuell teologi (IKT). IKT menar bland annat att Bibeln är Guds ord i ett kontextuellt tilltal som är beroende av den situation i vilket Ordet mottas. Allas tolkning, och särskilt de fattigas och från samhällsmakten exkluderades tolkning, värnas. Hos Frostin liksom i befrielseteologin kan man tala om ett kunskapssociologiskt underifrånperspektiv.
Frostin var fram till sin död en av Broderskapsrörelsens teologiska frontfigurer tillsammans med Stefan Edman och Bo Nylund. Frostin är begravd på Norra kyrkogården i Lund.